# Lilli Schwarzkopf
Lilli Schwarzkopf (født 28. august 1983 i Novopokrovka, Kirgisistan, Sovjetunionen) er en tysk syvkæmper. 
Schwarzkopf er af tysk-kirgisisk afstamning og født i Kirgisistan, hvorfra hun sammen med sine forældre emigrerede til Tyskland, da hun var barn. Hendes far, Reinhold Schwarzkopf, var tikæmper og trænede datteren i den nærmeste større by, Paderborn. 
Hendes første store bedrift kom, da hun i 2006 vandt bronze i syvkamp ved EM i atletik. Hun deltog derpå ved OL 2008 i Beijing, hvor hun blev nummer syv.
Hendes hidtil bedste resultat opnåede hun ved OL 2012 i London. Her lå hun fra begyndelsen af konkurrencen blandt de ti bedste, og efter kuglestød nåede hun tredjepladsen. 200 m løbet sendte hende lidt tilbage, men inden den sidste disciplin, 800 m løb, lå hun på fjerdepladsen. I dette løb, der foregik hen på aftenen, opnåede hun en fjerdeplads, skønt hun en kort overgang blev udråbt som diskvalificeret. Dette viste sig dog at være en fejl, og med 6649 point samlet blev hun nummer to og fik sølvmedalje. Guldet gik overlegent til britiske Jessica Ennis med 6955 point, mens den regerende verdensmester, russiske Tatjana Tjernova, fik bronze med 6628 point. Tjernova blev senere diskvalificeret for brug af præstationsfremmende midler, og i stedet gik bronzen til litauiske Austra Skujytė.